# Лихолобівка
Лихолобівка — колишнє село в Дворічанському районі Харківської області, підпорядковувалося Кам'янській сільській раді.
Зняте з обліку 1998 року.
Лихолобівка знаходилася за 2 км від Дворічанського та Лупачівки. Біля Лихолобівки розміщено кілька лісових масивів.